# (3054) Strugatskia
(3054) Strugatskia (1977 RE7) – planetoida z pasa głównego asteroid okrążająca Słońce w ciągu 5,45 lat w średniej odległości 3,09 j.a. Została odkryta 11 września 1977 roku przez Nikołaja Czernycha. Nazwa planetoidy została nadana na cześć Arkadija i Borysa Strugackich, rosyjskich pisarzy science fiction.